# Dorrego
Dorrego – stacja metra w Buenos Aires, na linii B. Znajduje się pomiędzy stacjami Malabia a Federico Lacroze. Stacja została otwarta 17 października 1930.